# 比亚德尼·贝内迪克松 (1970年)
比亚德尼·贝内迪克松（發音：[ˈpja(r)tnɪ ˈpɛːnɛtɪxtsˌsɔːn]；1970年1月26日—），常称比亚德尼·本（Bjarni Ben），冰島政治人物，曾于2017年1月至11月及2024年4月至12月兩度担任冰岛总理。前冰島總理比亚德尼·贝内迪克松是他的叔祖父，因此部分媒體以老比亚德尼·贝内迪克松和小比亚德尼·贝内迪克松來區分二人。

## 生平
2009年3月29日，他當選為獨立黨黨魁。
2013年被冰島總理西格门迪尔·达维兹·京勒伊格松任命為財政和經濟事務部長。
2016年大選後，獨立黨成為國會第一大黨，經過三個月的組閣談判，獨立黨與兩個中間派政黨復興黨及光明未來黨組成聯合政府，比亚德尼·贝内迪克松成為新任總理。
2017年9月，比亚德尼·贝内迪克松涉嫌企圖隱瞞父親、前總理老比亚德尼·贝内迪克松曾為一名罪犯寫「擔保信」，為罪犯申請「恢復名譽」以恢復其公民權，該名罪犯於2004年因強姦繼女罪成入獄12年。事件披露後，光明未來黨認為政府內部出現「違背信任」行為，決定退出執政聯盟，令上台僅8個月的中間偏右聯合政府失去國會大多數優勢而瓦解。總理比亚德尼·贝内迪克松提出重新大選，總統古德尼·約翰內松宣佈選舉將在10月28日舉行。選後獨立黨維持第一大黨地位，經過和左翼綠色運動及進步黨談判後，獨立黨與左翼綠色運動及進步黨組成聯合政府，贝内迪克松放棄總理一職，轉任財政部長。

## 外部連結
- Ministry of Finance and Economic Affairs > Minister （页面存档备份，存于）（Icelandic （页面存档备份，存于））
  - Government Offices of Iceland > Present Government of Iceland （页面存档备份，存于）（Icelandic （页面存档备份，存于））

| 政党职务                       | 政党职务                          | 政党职务                       |
| ------------------------------ | --------------------------------- | ------------------------------ |
| 前任者： 盖尔·哈尔德           | 獨立黨黨魁 2009年－               | 現任                           |
| 官衔                           |                                   |                                |
| 前任者： 卡特琳·尤利于斯多蒂尔 | 財政和經濟事務部長 2013年－2017年 | 繼任者： 贝内迪克特·约翰内松   |
| 前任者： 西于聚尔·英伊·约翰森  | 冰島總理 2017年                   | 繼任者： 卡特琳·雅各布斯多蒂爾 |